# Cafu Engine
Cafu Engine é um motor de jogo desenvolvido por Carsten Fuchs. É multiplataforma e atualmente roda no Windows e no Linux, com planos de ser adaptado para o Mac OS. Seu código fonte é livre e disponível sob GNU General Public License, mas pode ser obtido como um software proprietário.

## Características

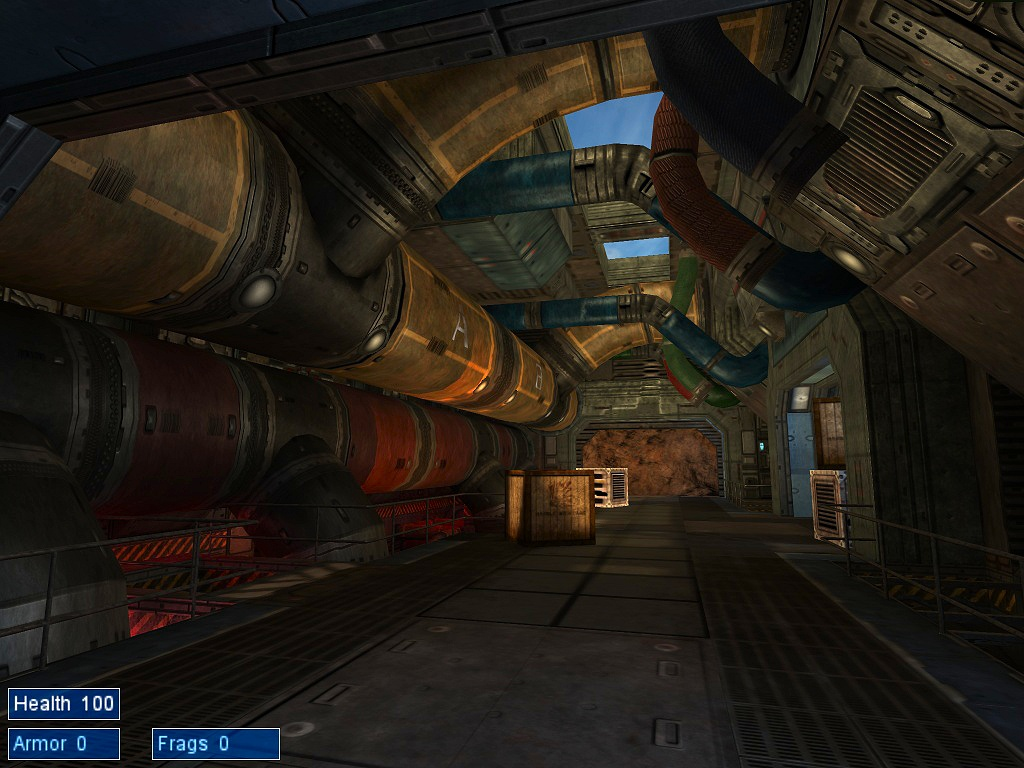
Uma fábrica no Cafu Engine

De forma geral, o Cafu é construído com uma arquitetura modular, de forma a evitar blocos de programa e bibliotecas específicos para um dado sistema operacional, compilador, CPU ou processador gráfico. O código fonte do Cafu permite compilação tanto como 32 bits quanto como 64 bits.

### Scripts e edição
Os scripts do Cafu estão escritos na linguagem de programação Lua. Os scripts estão dispersos em várias partes do código, permitindo fácil acesso e modificação para agregar características ao jogo.

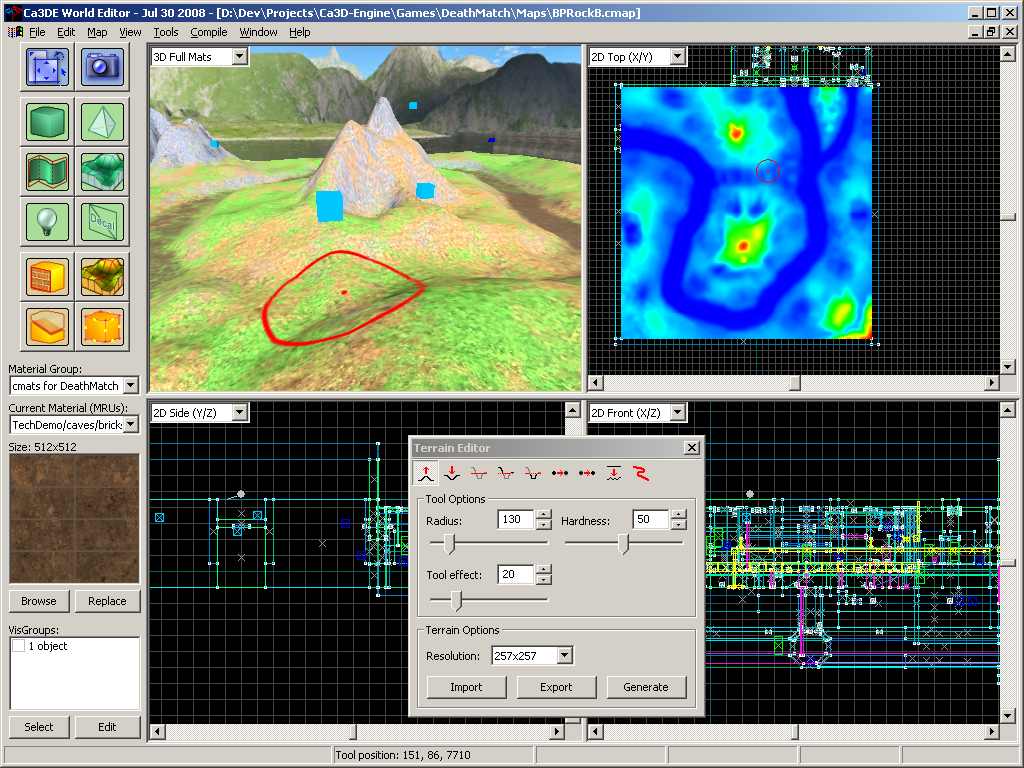
Um terreno, parte do mapa, é editado

Cafu inclui um editor gráfico, CaWE, que contém as ferramentas necessárias para criar novos níveis: um editor de mapas, editor de interfase gráfica de usuário, criador de fontes e editor de modelos 3D.

## Licença
O código fonte é livre sob a GPL desde dezembro de 2009 Também é disponibilizado sob licença comercial, de forma que os produtores não fiquem limitados ao GPL.

## Aplicações
O Cafu foi usado pelo laboratório de pesquisa para a efetividade humana da Força Aérea dos Estados Unidos em um estudo sobre a memória visual de pilotos. Também foi usado em diversos estudos e projetos de pesquisa que simulam iluminação artificial em ambientes urbanos e na verificação de como a iluminação é percebida pelos humanos e influencia a orientação noturna de pedestres e motoristas:
- Dennis Köhler, 2007: "Artificial light in urban space" (Luz artificial no espaço urbano), apresentação e relatório em vídeo na 8ª Conferência da European Architectural Endoscopy Association, em Moskau, 2007.[5]
- Stefan Hochstadt und Manfred Walz, 2008: "Wahrnehmung von Stadträumen bei Nacht: eine städtebauliche Grundlage zur Lichtplanung im öffentlichen Raum." (Percepção do ambiente urbano à noite: uma base do desenvolvimento urbano para planejamento de iluminação em espaços públicos.), em: Eberhard Menzel: Research Report of the University of Applied Sciences and Arts of Dortmund, páginas 52-56.[6]
- Dennis Köhler, 2009: "Artificially enlightened urban spaces at night – A matter of special importance for livable cities." (Espaços urbanos artificalmente iluminados à noite - Um problema de especial importância para cidades habitáveis), em: György Széll & Ute Széll (eds.): Quality of Life & Working Life in Comparison. Peter Lang Verlag, Frankfurt am Main, Germany, páginas 323-339.